# Georgios Grigoriou
Georgios Grigoriou (in greco Γεώργιος Γρηγορίου?; Tracia, 1871 – ...) è stato un maratoneta greco.

## Biografia
Partecipò alle gare di atletica leggera delle prime Olimpiadi moderne che si svolsero ad Atene nel 1896, nella Maratona, nella quale si ritirò al 24º km.